# Шазе сир Ен
Шазе сир Ен (фр. Chazey-sur-Ain) је насељено место у Француској у региону Рона-Алпи, у департману Ен (Рона-Алпи).
По подацима из 2011. године у општини је живело 1520 становника, а густина насељености је износила 69,25 становника/km².

## Демографија
| 1962. | 1968. | 1975. | 1982. | 1990. | 2011. |
| ----- | ----- | ----- | ----- | ----- | ----- |
| 455   | 539   | 651   | 695   | 895   | 1.520 |